# هيلمار أولسون
هيلمار أولسون هو منافس ألعاب قوى سويدي، ولد في 9 أكتوبر 1891، وتوفي في 27 فبراير 1975.

## وصلات خارجية
- هيلمار أولسون على موقع أوليمبيديا (الإنجليزية)
- هيلمار أولسون على موقع اللجنة الأولمبية السويدية (السويدية)